# Circonscription de Doba
La circonscription de Doba est une des 177 circonscriptions législatives de l'État fédéré Oromia, elle se situe dans la Zone Ouest Hararghe. Son représentant actuel est Aley Adem Ahmed.